# دجاج
الدجاج هو حيوان مستأنس، ويعد من الطيور الدواجن، قصير الجناحين والذَّنب، ذكره يسمى ديكًا. يُعد الدجاج من أكثر الحيوانات الأليفة شيوعًا وانتشارًا، ويبلغ إجمالي عدد الدجاج 23.7 مليار اعتبارًا من عام 2018. ارتفاعًا من أكثر من 19 مليار في عام 2011. يوجد الدجاج في العالم أكثر من أي طائر آخر. يربي البشر الدجاج في المقام الأول كمصدر للغذاء (اللحوم والبيض)، وبشكل أقل شيوعًا كحيوانات أليفة. كان الدجاج يربى في الأصل لمصارعة الديوك أو للاحتفالات الخاصة، ولم تبدأ تربية الدجاج للغذاء حتى العصر الهلنستي (بين القرنين الرابع والثاني قبل الميلاد).
أشارت الدراسات الجينية إلى أصول متعددة للدجاج تعود إلى جنوب آسيا وجنوب شرق آسيا وشرق آسيا، ولكن من المعتقد أن الفرع الحيوي الموجود في الأمريكتين وأوروبا والشرق الأوسط وأفريقيا قد نشأ في شبه القارة الهندية. من الهند القديمة، انتشر الدجاج المستأنس إلى ليديا في غرب الأناضول، وإلى اليونان بحلول القرن الخامس قبل الميلاد. عُرف الدجاج في مصر منذ منتصف القرن الخامس عشر قبل الميلاد، ووصف بأنه «الطائر الذي ينجب كل يوم»، وأتى إلى مصر من الأرض الواقعة بين سوريا وشنعار وبابل، وفقًا لحوليات تحتمس الثالث.

## في اللغة

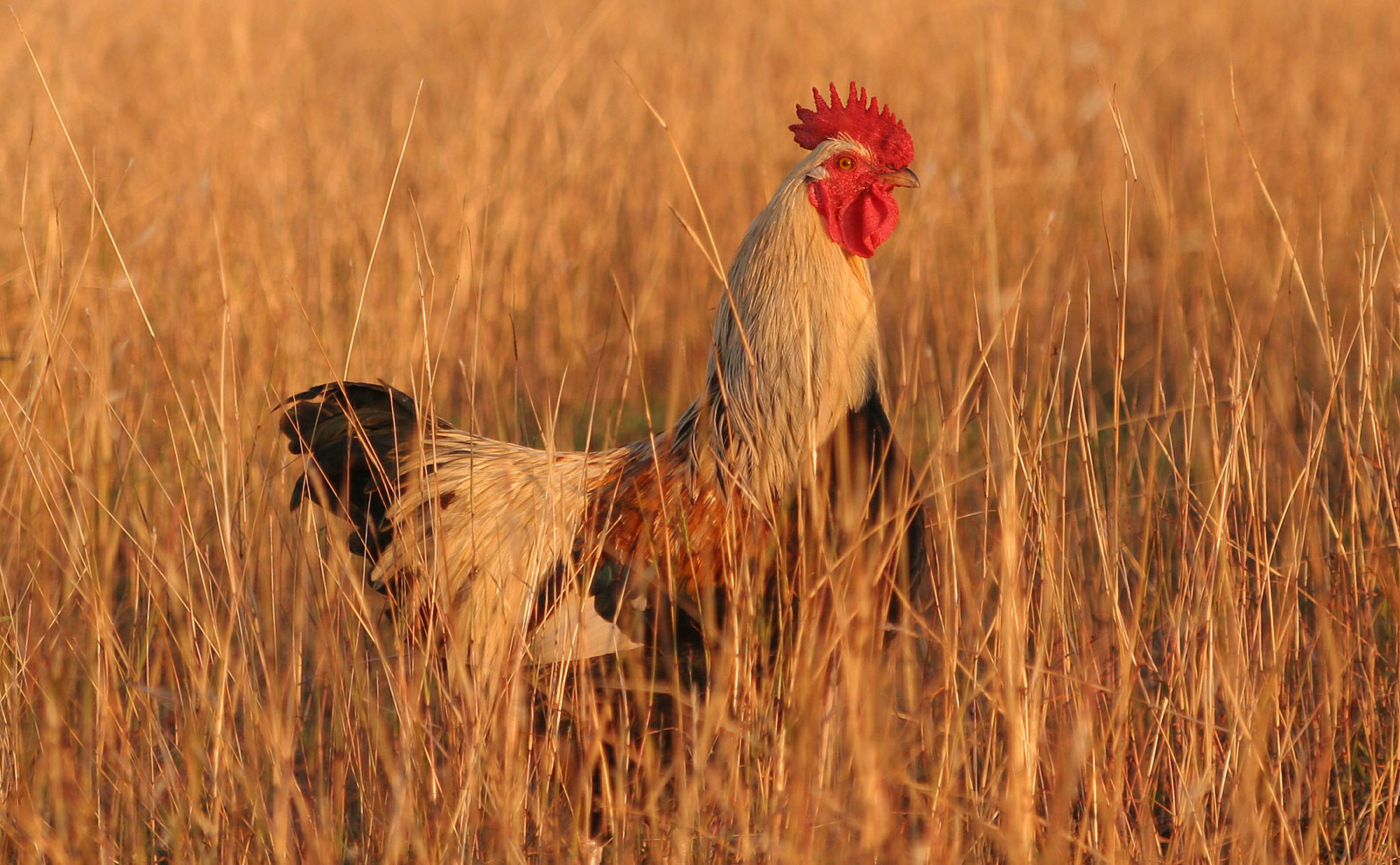
الديك في العشب

مفرد الدجاج دجاجة، والجمع دَجَاجٌ ودِجَاجٌ ودَجائجُ وتستخدم للذكر والانثى، وتجمع أيضاً بدجاجات، الذكر يسمى ديك ولكن يشيع أن يشار إلى أنثاه تحديداً بدجاجة، يسمى الدجاج أيضاً بـالفروج (الجمع: فَرَاريج)، وهو اسم فرخ الدجاج، أمّا صغارهما فتدعى بالكَتاكيت (المفرد: كَتكوت) أو الصيصان (المفرد: صُوص)، ويطلق على صوت الدجاج النقنقة والزُقَـاءَ.

## حضانة البيض

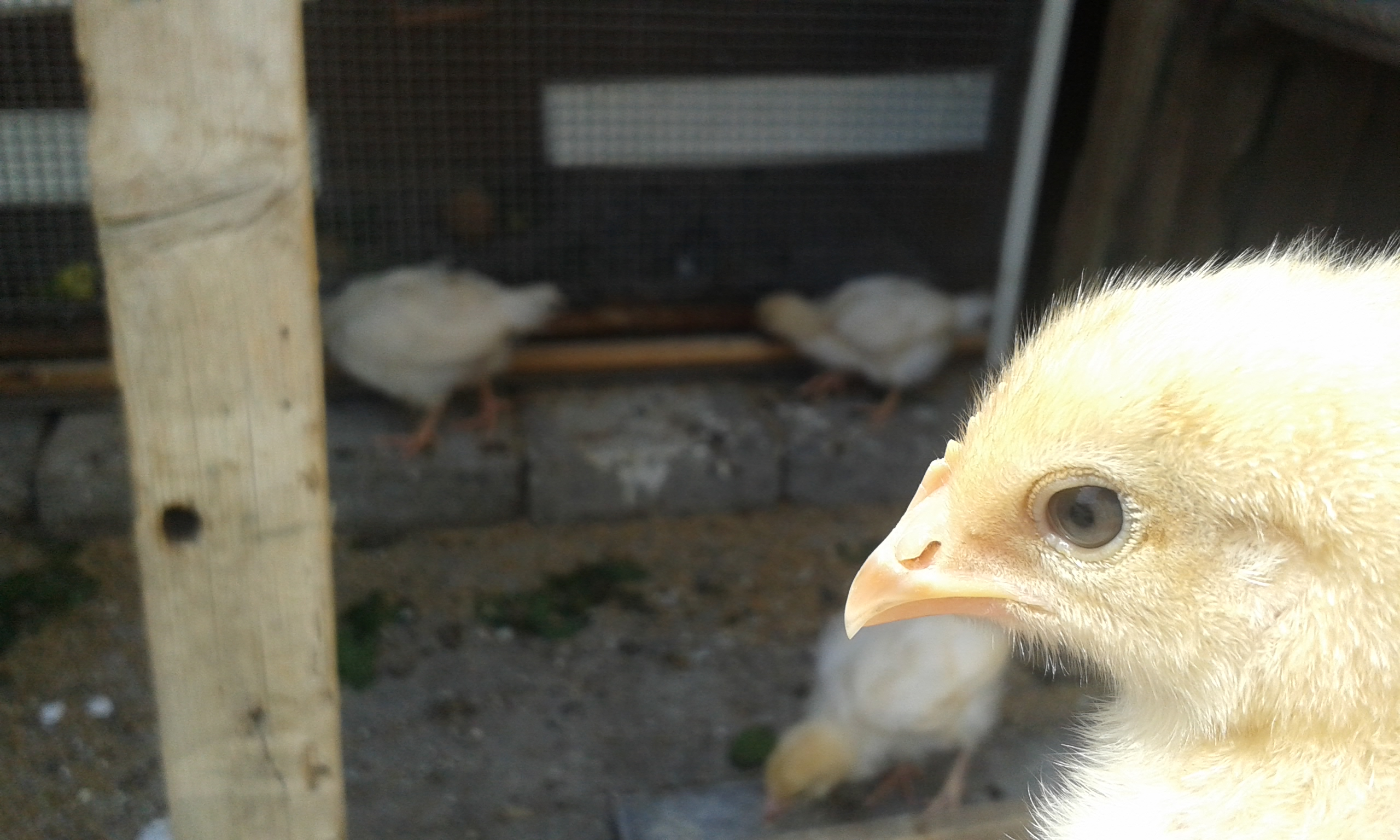
صورة مقربة لرأس كتكوت وهو صغير الدجاج.

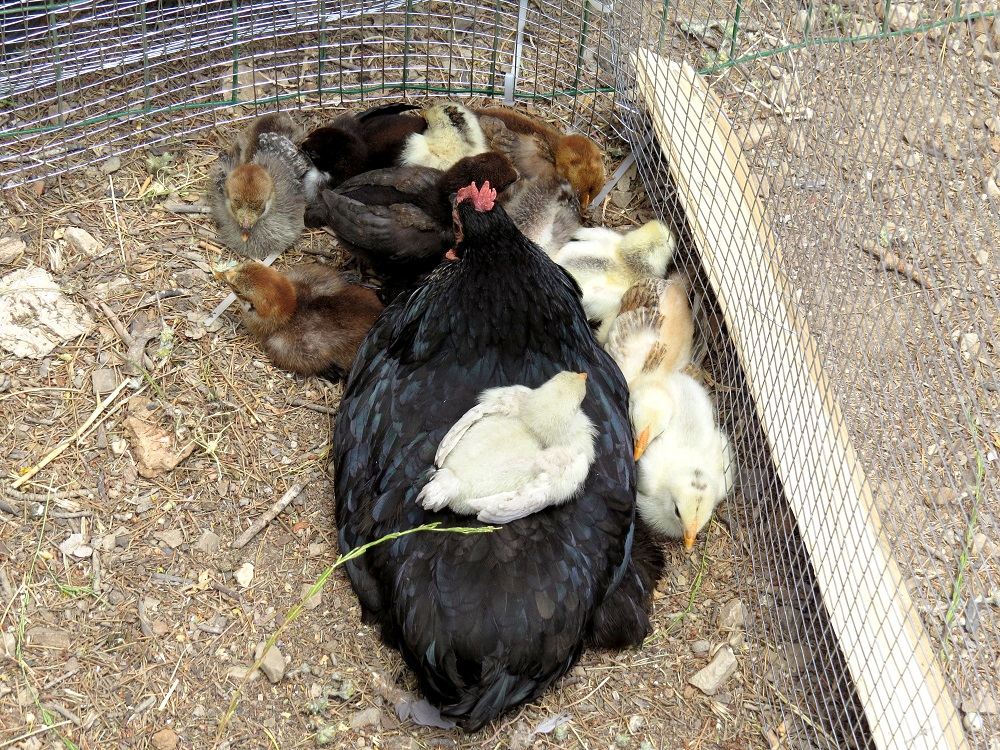
دجاجة وكتاكيتها حولها.

الدجاج من الحيوانات التي تتكاثر بالبيض وترقد الدجاجة على البيض حتى يفقس واحد وعشرون يومًا أو أقل أو أكثر بيوم، وما لا يفقس يعتبر فاسد وتبعده عنها الدجاجة في فترة الحضانة وتربي الدجاجة صغارها حتى يكونون قادرين على حماية أنفسهم والعيش. وتحافظ الدجاجة أثناء الحضانة على درجة حرارة ورطوبة مناسبة ليفقس البيض. وفي سياق الإنتاج المكثف، يقوم المزارعون باستخدام فقاسات بيض تحافظ على درجة حرارة في حدود 37 مئوية ودرجة الرطوبة المناسبة للقيام بإنتاج كميات تجارية من فراخ الدجاج أو الصيصان.

## أنواعه وتربيته والإنتاج المكثف

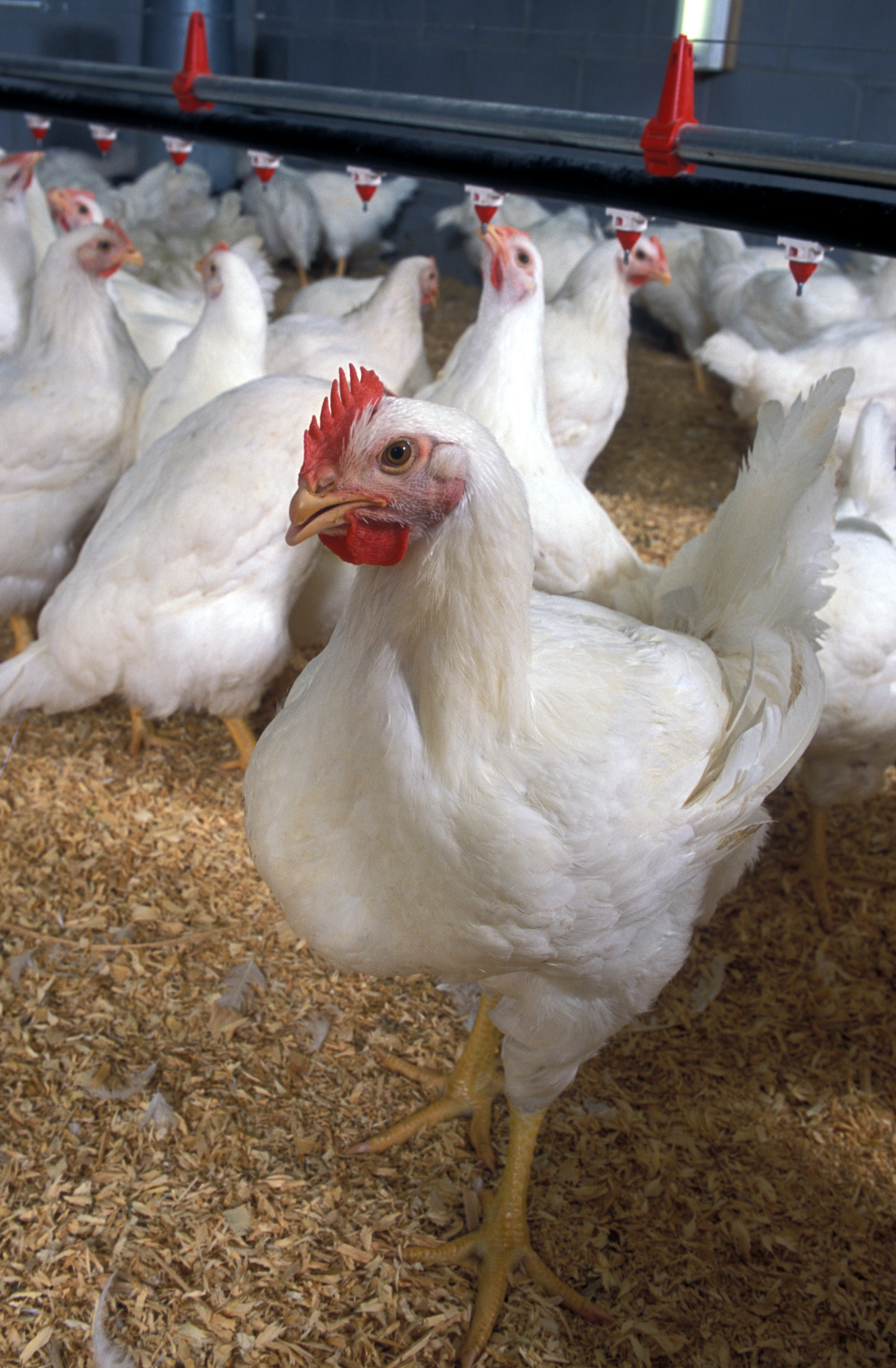
مدونة صور دروس الدواجن

يربى الدجاج في البيوت في المناطق الزراعية والقروية وحتى في المدن فوق الأسطح وفي الأحواش الضيقة.
بمرور السنين تطورت تربية الدواجن خصوصًا لأغراض تجارية فتم تهجين سلالات جديدة تحسّن بعض الصفات المرغوبة.
يتم تصنيف دواجن القن الزراعية عادة إلى قسمين حسب نية استفادة المربي من تربيتها فأما تكون بياضة أو لاحمة ولكلي الصنفين علف خاص بنوعه كما يتم توفير ظروف مزرعة مواتية لنمو الدجاج بعيدًا عن المكاره البيئية وأمراض الدواجن.
يربى الدجاج للإنتاج المكثف في مزارع تهدف لإنتاج أنواع دجاج مخصصة إما للذبح، وهي تسمى بفروج اللحم، أو بهدف إستخدامها في الإنتاج المكثف لبيض الدجاج وتسمى الدجاج البيّاض.
في مزارع الإنتاج المكثف للدجاج اللاحم، يغذى الدجاج بأعلاف تتكون من البقايا، كحبوب الصويا والذرة الصفراء ويربى في مساحات مغلقة ببيئة متحكم بها تمامًا، وتحصل فيه الدجاجات على الأدوية والطعام والشراب بشكل منظم من قبل مربيها للتغلب على المشاكل الناشئة عن تربيتها في أماكن مكتظة.
في مزارع الدجاج البياض، يوضع الدجاج عادة في أقفاص على شكل خانات، ويتم التحكم بالبيئة المحيطة أوتوماتيكيًا، بما فيه فترة الإضاءة، والتي تحاكي ضوء النهار في فصل الصيف، وذلك يخدع الدجاج ويحفزه على وضع البيض طوال السنة، ففي الطبيعة، يكون الإنتاج أكثف في الأشهر الأكثر دفئًا.
ومن الأمراض التي تصيب الدواجن هو داء الافتراس حيث يصبح الدجاج جارح لنفسه وغيره من الدجاج فيقوم بنتف الريش والتسبب بجروح مما يؤدي إلى تشوه الدجاج وتسبب بنزيف وأكل البيض والصيصان والسبب في هذا الداء هو تناول الدجاج للحوم ومشتقاتها[بحاجة لمصدر] وفي هذه الحالة يقوم صاحب الدجاج بقطع طرف المنقار لكي لا يجرح نفسه أو غيره.

## أكل الدجاج
يؤكل الدجاج في جميع انحاء العالم ويؤكل على أشكال متعددة منه المقلي مثل البروست والمقرمش أو المغلف بطبقة من الخبز والدجاج المشوي في الفرن أو على الفحم ويعتبر من اللحوم البيضاء ويشيع كشكل من الأكلات السريعة. يطبخ الدجاج مع الرز حيث تسمى في بعض الدول العربية كبسة الدجاج وهناك مندي الدجاج.

## السعرات الحرارية في الدجاج

### السعرات الحرارية في صدور الدجاج
تحتوي الحصة التي تزن 3 أوقية من لحم صدر الدجاج المطهو على حوالي 142 سعر حراري، يأتي 28 منها فقط من الدهون، حيث يكون محتوى الدهون الكلي في الوجبة حوالي 3.1 جرام، أي 5% فقط من القيمة الموصى بها يومياً، وفقاً لنظام غذائي 2000 سعر حراري، ورغم اعتدال عدد السعرات الحرارية في صدور الدجاج، ولكن الدجاج ليس خالياً من الكوليسترول، حيث يحتوي واحد من صدر الدجاج المطهو على حوالي 73 ملليجرام من الكوليسترول، أو 24% من القيم اليومية الموصى بها.

### أفخاذ الدجاج
السعرات الحرارية في ورك الدجاج حيث أن أفخاذ الدجاج من الوجبات التي يحبها الأطفال، خاصة لسهولة تناولها وطرق طهي الأفخاذ المتعددة، وعلى عكس صدور الدجاج، فأفخاذ الدجاج تحتوي على سعرات حرارية أقل ودهون أكثر، فخذ الدجاج الواحد يعطي 135 سعرة حرارية، بدون إضافات أخرى من الخضار أو الدهون الخارجية، وتشكل الدهون حوالي 8.5 غرام من تلك النسبة، 2 غرام على الأقل من الدهون المشبعة الغير صحية على الكبار والصغار.

### أجنحة الدجاج
تُعد أجنحة الدجاج من أشهر المقبلات والوجبات الخفيفة على مستوى العالم، ويمكن طهيها بالعديد من الطرق، سواء بشويها أو خبزها وتحميصها في الفرن مع الصلصات المختلفة، ولكن عندما يتم قلي أجنحة الدجاج، فإنها تأخذ طعماً مختلفاً تماماً وقواماً أكثر دهنية. Advertisement ويعتمد عدد السعرات الحرارية في أجنحة الدجاج المقلية التي تستهلكها على ما إذا كنت تأكل الجلد معها أم لا، وما إذا كانت مغلفة بالخليط أم لا، حيث يحتوي جناح دجاج مقلي صغير بدون خليط على حوالي 81 سعر حراري، ولكن إذا تم نزع الجلد قبل القلي، فسوف يحتوي على 34 سعر حراري فقط، ولكن جناح الدجاج المقلي بالجلد والمغطى بالخليط يحتوي على ما يقرب من 159 سعر حراري.

## معرض الصور

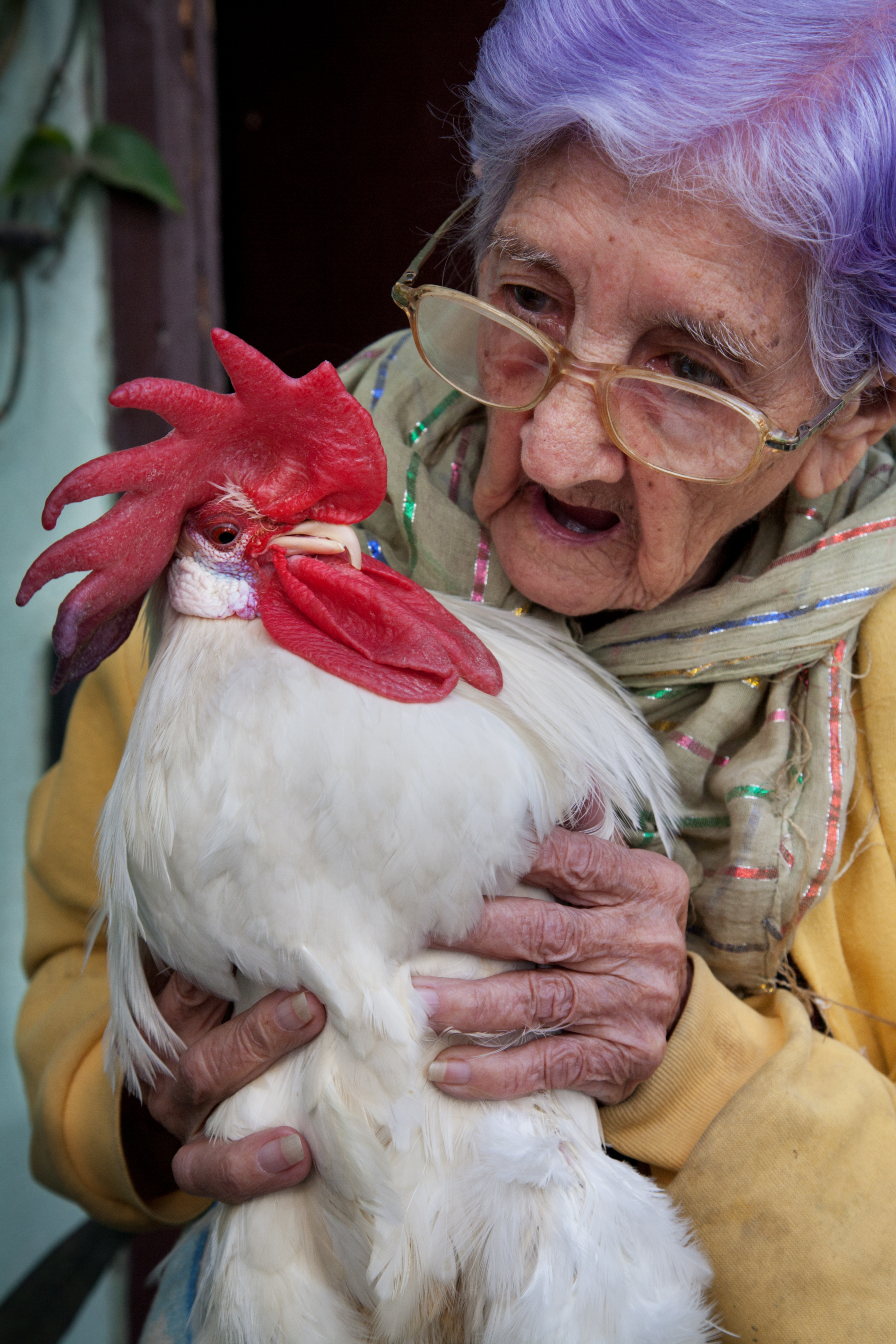
صورة لامرأة تبلغ من العمر 95 عامًا مع ديكها المنزلي في هافانا بكوبا.
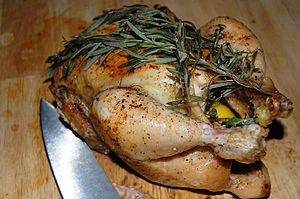
دجاجة بإكليل الجبل.
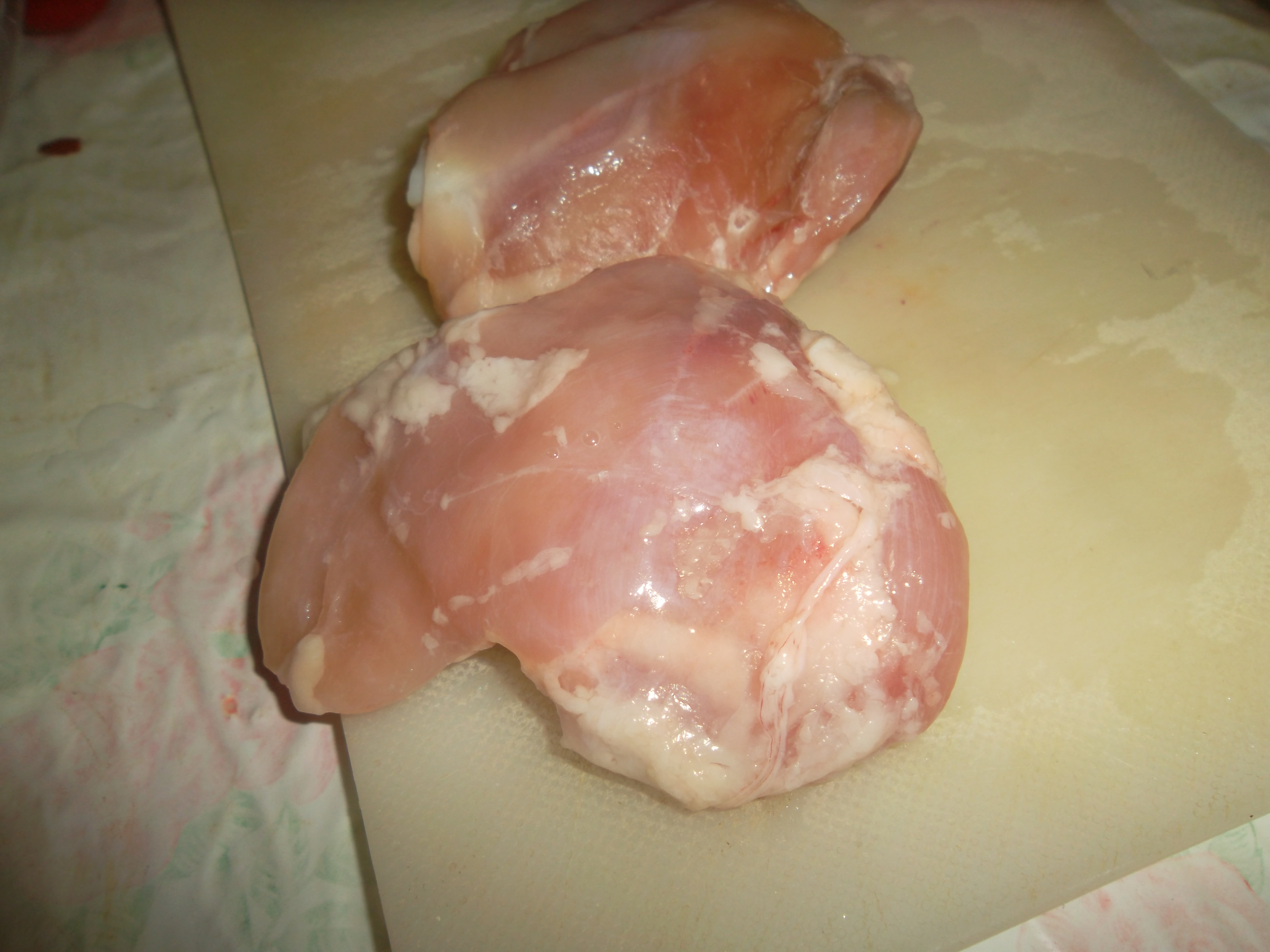
لحم دجاج.
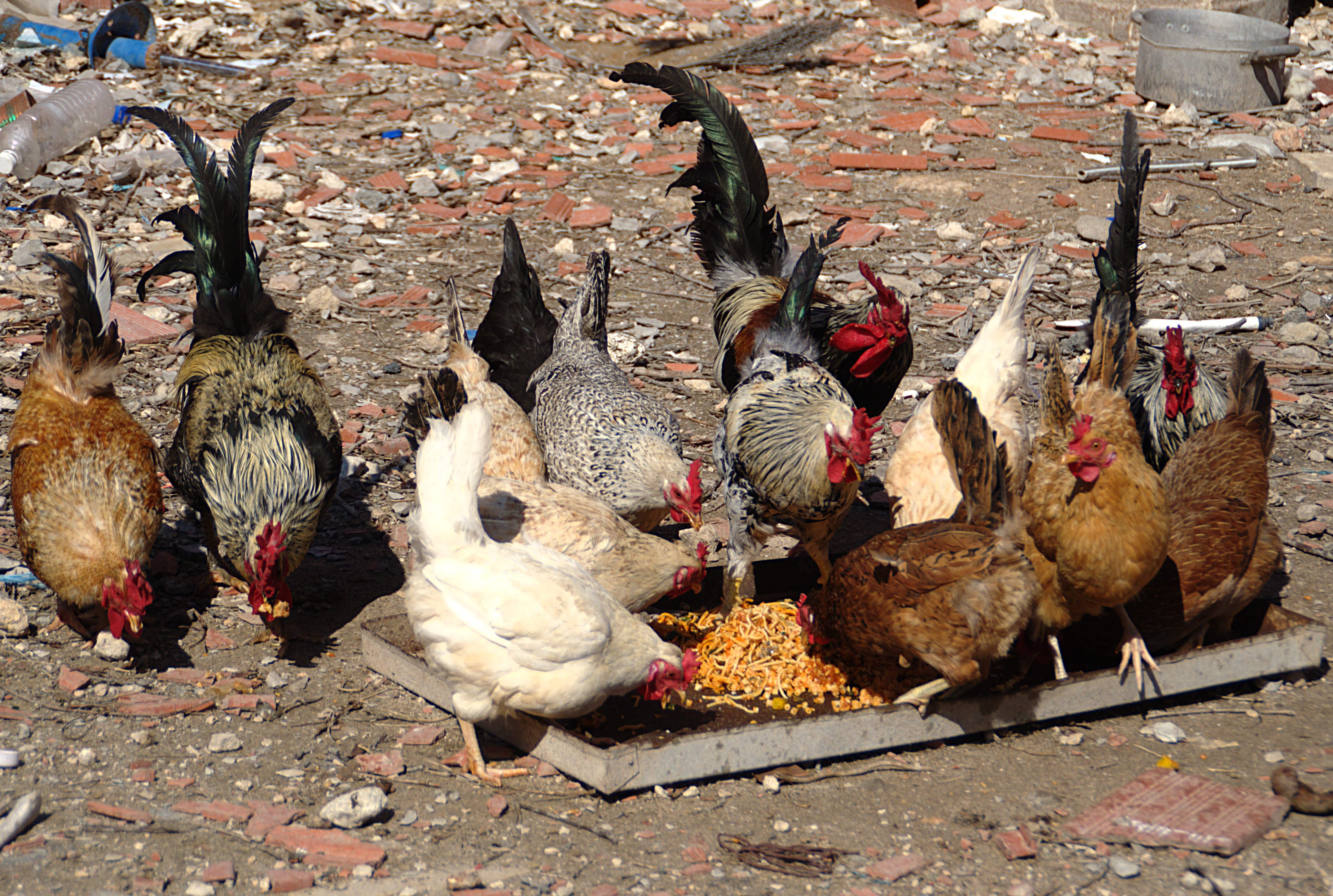
مجموعة ديوك يتجمعون على الطعام
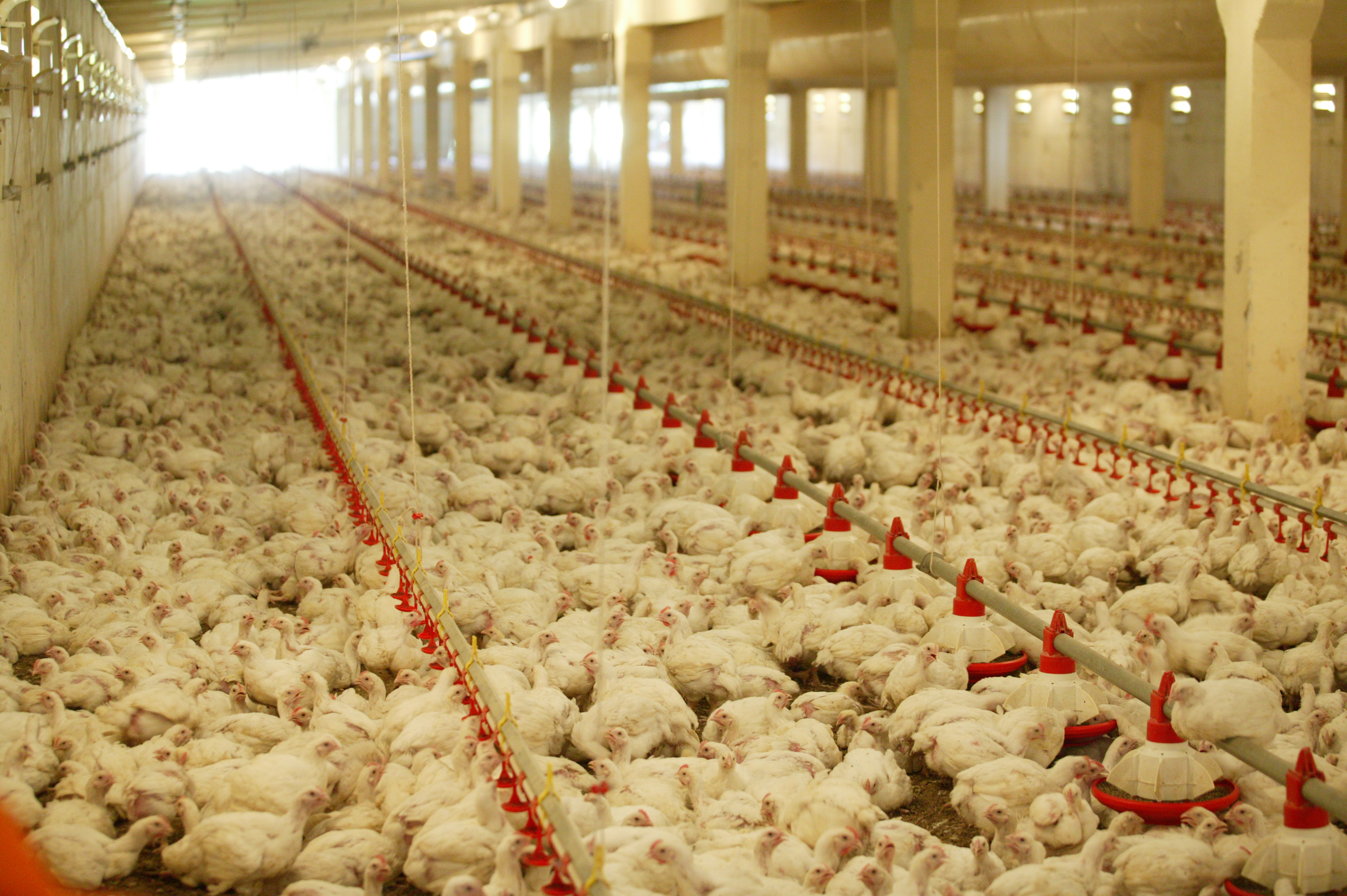
مدجنة للدجاج اللاحم.
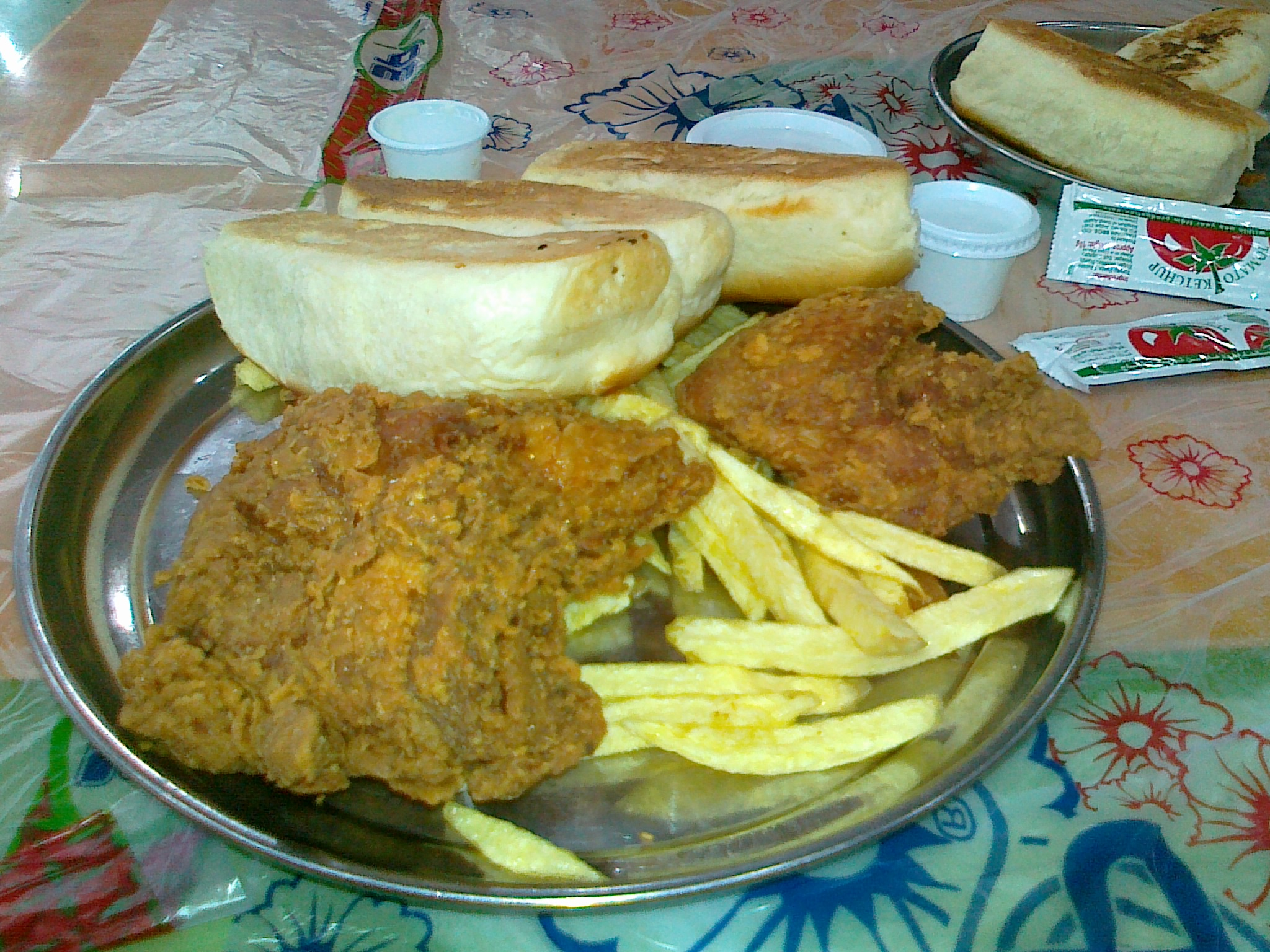
وجبة دجاج مقلي، يغلف بالطحين أو العجين ويقلي في الزيت.

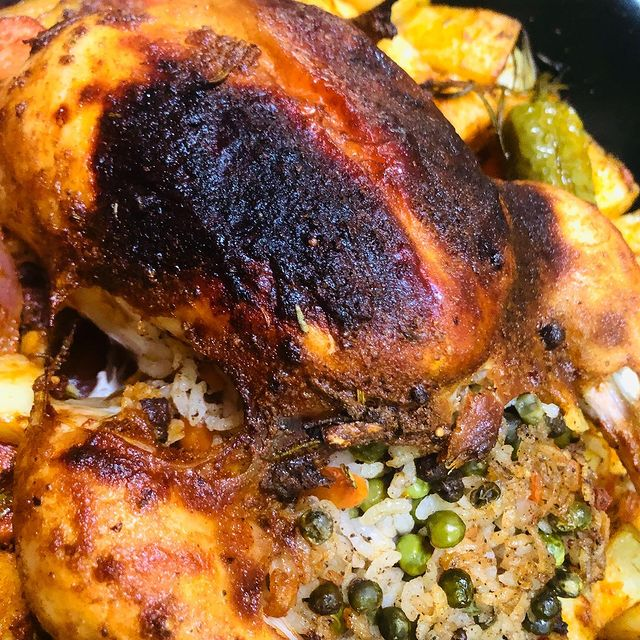
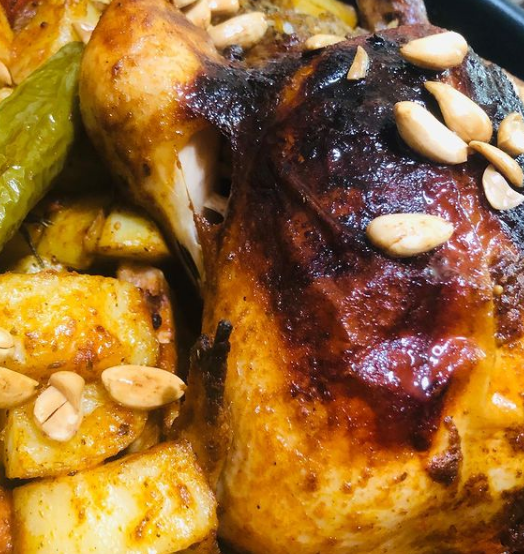
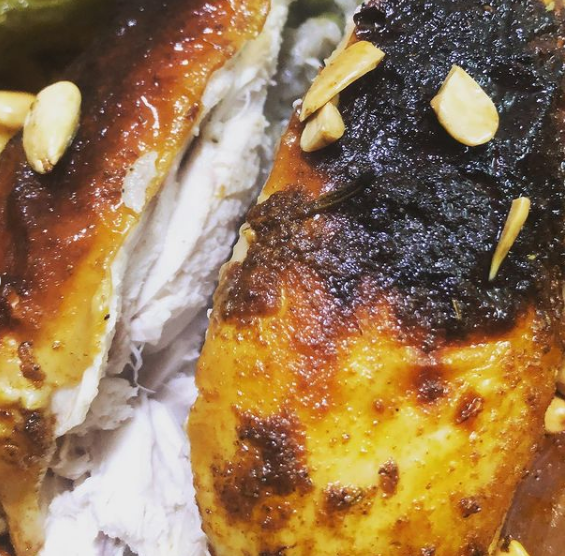

## طالع أسماء بعض السلالات
- دجاج سلطان
- دجاج البراهما
- دجاج سومبور كابوركا
- دجاج حمراوي
- دجاجة إيزا البنية
- دجاج ويلسامر
- مقطوش